# Неюфи, Тупоу
Тупоу Неюфи (англ. Tupou Neiufi; род. 15 июня 2001, Māngere East, Окленд) ― новозеландская пловчиха-паралимпиец. Серебряный призёр чемпионата мира 2019 года. Чемпионка Паралимпийских игр 2020 в Токио в дисциплине 100 м на спине S8.

## Биография
Неюфи родилась 15 июня 2001 года в пригороде Окленда, Мангере-Ист, и является старшим ребёнком тонганских новозеландцев Лозе и Финеаси Неюфи. У неё шесть младших братьев и сестёр. В возрасте двух лет Неюфи попала в аварию, в результате чего был нанесён ущерб на правую сторону её мозга. У неё синяк в мозгу, гипертония и левосторонняя гемиплегия, в результате чего левая часть её мозга меньше правой, что приводит к замедлению реакции. Левая сторона её тела также меньше и слабее правой. После аварии Неюфи пришлось снова научить сидеть, ходить и пользоваться руками.
В детстве она хотела играть в нетбол, но ей было трудно поспевать за другими игроками. Её физиотерапевт посоветовал ей попробовать плавание, и она начала плавать примерно в девятилетнем возрасте и в следующем году стала участвовать в соревнованиях.
Неюфи получила образование в начальной школе Саттон-Парк, а затем в колледже Отахуху.

### Спортивная карьера
В 2016 году она была выбрана в резерв на летних Паралимпийских играх 2016 года в Рио-де-Жанейро, а в августе была выбрана после того, как её товарищ по плаванию Брайалл Макферсон вынужден был отказаться от участия из-за травмы. Неюфи соревновалась в заплыве на 100 м на спине среди женщин S9, заняв седьмое место.
Представляла Новую Зеландию на Играх Содружества 2018 на Золотом Берегу, участвуя в заплыве на 100 м на спине S9 и заняла шестое место в финале.
Стала серебряным призёром на 100 м на спине S8 на чемпионате мира по плаванию в Лондоне в 2019 году.
Тупоу Неюфи выиграла первое золото Новой Зеландии на летних Паралимпийских играх 2020 года на дистанции 100 метров на спине S8 в Токио.

## Награды и признание
В 2017 году Тупоу Неюфи получила премию Pacific Health and Wellbeing Award на церемонии вручения наград SunPix Pacific Peoples Awards в Окленде, Новая Зеландия. Она также получила премию Тонганской молодёжи за выдающиеся достижения в категории спортсменов старшего возраста от Молодёжного фонда To’utupu Tonga.